# 165659 Michaelhicks
165659 Michaelhicks este un asteroid din centura principală de asteroizi.

## Descriere
165659 Michaelhicks este un asteroid din centura principală de asteroizi. A fost descoperit pe 15 iunie 2001 la Haleakala în cadrul programului NEAT. Asteroidul prezintă o orbită caracterizată de o semiaxă mare de 3,09 ua, o excentricitate de 0,37 și o înclinație de 27,8° în raport cu ecliptica.